# Йылмаз, Бекир
Бекир Йылмаз (тур. Bekir Yılmaz; род. 6 марта 1988, Измир) — турецкий футболист, полузащитник. турецкого клуба «Эюпспор».

## Клубная карьера
Бекир Йылмаз свою карьеру футболиста начинал в клубе турецкой Второй лиги «Буджаспор». В сезоне 2009/10 он играл с командой в Первой лиге. Летом 2010 года Бекир перешёл в клуб Суперлиги «Манисаспор». 29 августа 2010 года он дебютировал в главной турецкой лиге, выйдя в основном составе в гостевом поединке против «Фенербахче». По итогам сезона 2011/12 «Манисаспор» вылетел из Суперлиги, и следующие полтора года Бекир вновь провёл в Первой лиге. В январе 2014 года он стал игроком клуба Суперлиги «Бурсаспор». 4 мая 2014 года Бекир забил свой первый гол на высшем уровне, открыв счёт в домашней игре с «Трабзонспором». В начале августа 2016 года он стал игроком новичка Суперлиги «Аданаспора».